# Ларионов, Олег Георгиевич
Олег Георгиевич Ларионов (18 марта 1932, Могилёв — 9 сентября 2013, Москва) — советский и российский физико-химик, доктор химических наук, профессор, известный своими исследованиями в области хроматографии и адсорбции.

## Биография
Олег Георгиевич Ларионов родился 18 марта 1932 года в городе Могилёве (Белоруссия) в семье генерал-майора Красной Армии. В 1950 году окончил Саратовское суворовское военное училище с золотой медалью. После этого поступил в Московский химико-технологический институт имени Д. И. Менделеева, который окончил с отличием в 1955 году. Его научная карьера началась в Институте физической химии Академии наук СССР, где он прошёл путь от лаборанта до заведующего лабораторией физико-химических основ хроматографии. В 1962 году Ларионов защитил кандидатскую диссертацию на тему «Исследование адсорбции бинарных растворов неэлектролитов на твердых адсорбентах», в 1975 году защитил докторскую диссертацию на тему «Адсорбция индивидуальных паров и растворов неэлектролитов», а в 1985 году получил звание профессора. Он скончался 9 сентября 2013 года в возрасте 81 года.

## Научная деятельность

### Физико-химия и адсорбция
Основное направление исследований Ларионова связано с термодинамикой адсорбции из растворов и поверхности адсорбентов. Его работы позволили создать методы изучения активных центров адсорбентов, что имеет важное значение в нефтехимии, биологии и медицине.

### Хроматография
Ларионов разработал методы жидкостно-адсорбционной хроматографии, барохроматографии и хроматографического титрования. Он также создал подход к измерению изотерм адсорбции с использованием одного хроматографического эксперимента, что стало основой нового научного направления.

### Наноматериалы
В рамках программы РАН «Наноматериалы и супрамолекулярные системы» Ларионов исследовал свойства наночастиц металлов с использованием хроматографических методов.

### Педагогическая деятельность
С 1994 по 1996 год Ларионов был заведующим кафедрой общей химии и хроматографии в Самарском государственном университете, где читал курс «Газовая и жидкостная хроматография». Под его руководством было защищено 17 кандидатских и 6 докторских диссертаций.

### Основные труды
Ларионов опубликовал более 270 научных статей, а также 14 патентов. Он являлся редактором переводов ряда зарубежных монографий по хроматографии.

### Общественная и организационная деятельность
С 1980 по 1991 год Ларионов был председателем Научного совета АН СССР по хроматографии, позже занимал пост заместителя председателя. Он организовал и возглавлял множество всероссийских и международных конференций, включая симпозиумы ИЮПАК.